# Loi sur le suffrage universel (Japon)
La loi sur le suffrage universel (普通選挙法, Futsu Senkyo Hō) est adoptée par la Diète de l’empire du Japon le 5 mai 1925. Proposée par le parti politique Kenseitō, elle étend le droit de vote aux hommes âgés de plus de 25 ans sans condition de ressources.

## Contexte
Le Japon de l’ère Meiji (1868-1912) est dominé par l’oligarchie de Meiji qui voit d’un mauvais œil la démocratie populaire et le système des partis politiques. Cependant, après la promulgation de la constitution Meiji en 1889, le suffrage limité est étendu à tous les hommes, âgés de plus de 25 ans, qui paient plus de 15 yen de taxes annuelles dès les premières élections législatives qui se tiennent en 1890. Le nombre d’électeurs remplissant ces conditions s’élevait à environ 450 000 personnes, soit environ 1 % de la population totale estimée à 39 933 478 habitants. Trois décennies plus tard, en 1924, ce chiffre atteint 3 300 000 électeurs après l’abaissement du seuil de taxation requis à 3 yen annuels. De nombreuses positions exécutives et législatives du gouvernement japonais sont accessibles uniquement par nomination, plutôt que par élection. Bien que les membres des assemblées des préfectures et de l’assemblée nationale sont élus, la chambre des pairs est composée à la fois de membres nommés et héréditaires, et les gouverneurs des préfectures sont nommés par le gouvernement central à partir d’une liste de noms fournis par l’assemblée locale. 

## Mouvement pour le suffrage universel
Dès la première élection législative, ou presque, des mouvements populaires apparaissent pour demander la suppression de la restriction sur le paiement des taxes, ce qui prive du droit de vote une grande partie de la population mâle. En 1897, la ligue pour le suffrage universel (普通選挙期成同盟会, Futsu Senkyo Kisei Dōmeikai) est créée pour sensibiliser le public à travers des groupes de discussions et des périodiques . Les membres de la Diète, surtout ceux de la faction libérale, soutenu par le Jiyūtō et ses ramifications, présentent des projets de réforme à la Diète en 1902, 1903, 1908, 1909 et 1910. Le mouvement semble finalement près de son but en mars 1911 lorsqu’un projet est adopté par la chambre basse avant d’être sommairement rejeté par la chambre des pairs.
L’hostilité croissante du gouvernement pour les groupes radicaux atteint son apogée durant les années 1910, avec la mise en place progressive des lois de préservation de la paix et l’augmentation de la censure et de la surveillance des groupes radicaux suspectés et associés à des gauchistes ou à des mouvements ouvriers. Néanmoins, le mouvement pour le suffrage universel refait de nouveau surface en 1918-1919 avec des manifestations d’étudiants et d’ouvriers et un soudain regain d’intérêt pour la question chez les journaux et revues populaires. Les partis politiques traditionnellement opposés, le Kenseikai et le Rikken Kokumintō s’annoncent alors en faveur d’une réforme, tandis que le Rikken Seiyūkai y reste opposé.
Les partis libéraux sont pour l’élargissement du droit de vote afin de suivre la tendance mondiale vers la démocratie et de faire taire le mécontentement. Les partis plus conservateurs, de peur que l’augmentation de la base électorale soit en leur défaveur, restent farouchement contre. 
En 1924, le Kenseikai s’allie avec le Rikken Seiyūka et remporte une victoire sur le gouvernement sans étiquette de Kiyoura Keigo. Le meneur du Kenseikai, Katō Takaaki, devient premier ministre du Japon et le Rikken Seiyūkai est forcé d’accepter les propositions du Kenseikai sur l’extension du suffrage universel masculin à tous les citoyens mâles de plus de 25 ans. La réforme est adoptée en 1925 et entre en vigueur pour les élections législatives japonaises de 1928.

## Critiques
La loi sur les élections législatives est adoptée après les lois de préservation de la paix. Bien qu'une plus grande démocratie était offerte, la liberté (en termes de liberté de la presse, liberté de rassemblement et liberté d'expression) restait toujours restreinte. Avec l'augmentation de la base électorale (environ 12 400 000 de votants en 1925, soit 20% de la population totale estimée à 59 736 822), les coûts des élections augmentent considérablement. Les candidats politiques, ayant besoin de plus en plus de fonds, se tournent vers les zaibatsu et autres sponsors à intérêts politiques. 
De plus, les femmes n'ont toujours pas le droit de vote. Celui-ci ne sera adopté que le 15 décembre 1945.